# Oxidativ stress
Oxidativ stress kallas den biokemiska process där antingen reaktiva syreföreningar som organismen själv producerat skadar celler och organ, eller att ämnen som tas in i kroppen gör den skadan (exempelvis ämnen i cigarettrök eller ångan vid vejpande). Oxidativ stress förekommer alltså naturligt i alla biologiska organismer som utnyttjar syrgas oavsett graden av komplexitet, som ett oönskat resultat av cellandningen. Oxidativ stress kan ses som okontrollerad generering av fria radikaler och är alltså i de flesta situationer ingenting som är önskvärt.
Det finns dock biologiska situationer i högre organismer där oxidativ stress används för att eliminera patogener, nämligen inflammation orsakad av immunförsvaret.
Bland annat anses åldrande delvis vara orsakat av oxidativ stress. Många sjukdomstillstånd anses vara orsakade av en ökad oxidativ stress, bland annat hjärt- och kärlsjukdomar, hemokromatos, cancer, katarakt, komplikationer vid dialys och flera andra. Ämnen som visat kunna förebygga oxidativ stress kallas för antioxidanter.